# Ernst Kredel sen.
Ernst Kredel (* 21. November 1864 in Flessau; † 5. November 1939 in Salzwedel) war ein deutscher Pädagoge und Schriftsteller.

## Leben
Kredel ging in Schmersau zur Schule und besuchte das Lehrerseminar in der Kreisstadt Osterburg. Nach dem Abschluss der Staatsprüfung unterrichtete er zunächst in Schmersau, wo 1893 sein Sohn, der spätere Offizier und Luftfahrtexperte Ernst Kredel jun. († 1985), geboren wurde. Ab 1900 war Kredel Lehrer an der Knabenvolksschule in Salzwedel, zuletzt als Rektor.
Er beschäftigte sich neben seiner Tätigkeit als Lehrer umfangreich mit der einheimischen altmärkischen Mundart der plattdeutschen Sprache. Neben Alfred Pohlmann, der ihn beeinflusste, leistete Kredel einen wesentlichen Beitrag zur Erhaltung des altmärkischen Platts. So erarbeitete er als Mitglied der Historischen Kommission der Provinzen Sachsen und Anhalt ein orthographisches Wörterbuch, das jedoch unveröffentlicht blieb. Das Manuskript ging infolge des Zweiten Weltkriegs verloren.
Seine 1927 in Salzwedel veröffentlichten Verse Utkik erlebten 1984 eine Neuauflage. Es handelt sich dabei um eine bedeutende Sammlung plattdeutscher Gedichte. Kredel publizierte zahlreiche Gedichte und weitere Veröffentlichungen.

## Gedichtbeispiel
| Ei, wo leflich! (1929) | Freie Übersetzung |
| --- | --- |
| Ei, wo leflich, wo so lewig Is uns söt, fin Fröjorstit, Wenn d’wi’Welt wä smuck un fründlich All’, all’ Lü’ to Fötn lit. En Stück Hewn is düt Lewn! Kener wet van Sorg wat van. Dörch de Bost tüt Lef un Glown, Wat ken Minsch begripn kann. Bloß en Otn is to fotn, Wenn de Böm un Blömer blö’n, Wenn sick Grashalm reckt un reklt: Düsse Welt is doch to schön! | Ei, wie lieblich, wie so lebendig Ist unsere süße, feine Frühjahrszeit, Wenn die weite Welt schön und freundlich wird Liegt sie allen Leuten zu Füßen. Ein Stück Himmel ist dies’ Leben! Keiner weiß von Sorgen etwas. Durch die Brust zieht Liebe und Glauben, Was kein Mensch begreifen kann. Bloß ein Atemzug ist zu fassen, Wenn die Bäume und Blumen blüh’n, Wenn sich [der] Grashalm reckt und rekelt: Diese Welt ist doch zu schön! |

## Werke
- Utkik. Plattdütsch Gedichtn. 2 Bände. Salzwedeler Wochenblatt, Salzwedel 1927–1929 (unveränderter Nachdruck in einem Band: Heimatverlag, Seßlach 1984).